# August Ahlqvist
 Karl August Engelbrekt Ahlqvist, född 7 augusti 1826 i Kuopio, död 20 november 1889 i Helsingfors, var en finländsk språkforskare och författare.

## Biografi
Ahlqvist genomgick skola och gymnasium i Kuopio. Han blev student vid Kejserliga Alexanders Universitetet i Finland Helsingfors 1844, tog licentiatexamen 1859, utnämndes till docent i de finska språken samma år och (efter Elias Lönnrot) till professor i samma ämne 1863. Från hembygden medförde han en säker uppfattning av sin nations hela sätt att leva, tänka och känna samt en glödande fosterlandskärlek. Finska språkets vetenskapliga utforskande och praktiska utbildning gjorde han redan såsom student till sitt levnadsmål. Första frukten av hans litterära verksamhet var några översättningar till finskan, bland annat av Johan Ludvig Runebergs "Idyll och epigram" och "Molnets broder" samt Carl Jonas Love Almquists "Kapellet" och "Grimstahamns nybygge". 
År 1847 uppsatte Ahlqvist tillsammans några likasinnade studenter "Suometar", den första tidning, som på finska behandlade högre kulturfrågor. Samtidigt började han ägna sig åt språkvetenskaplig forskning. Redan 1846 och 1847 genomvandrade han östra delen av Österbotten samt finska och ryska Karelen, dels för att ur folkets mun samla kväden och sagor, dels för att undersöka munarterna; men 1854–58 tillbringade han nästan helt och hållet på forskningsresor bland de finska stammarna i Östersjöprovinserna, landskapet Olonets samt östra Ryssland och Sibirien. Under mödor och försakelser av alla slag vistades han då bland stammar, av vilka några ännu stod på jägarens kulturståndpunkt, samt återvände med en rik skörd av etnografiska och lingvistiska iakttagelser. Åren 1861 och 1862 var han i Tyskland och Ungern, likaledes i vetenskapligt syfte. 
Den första frukten av dessa färder blev flera grundliga lingvistiska specialarbeten, bland annat Votisk grammatik (1855), Anteckningar i Nord-tschudiskan (= vepsiskan, 1859), Läran om verbet i Mokscha-mordwinskan (specimen för docentur, 1859) och Versuch einer Mokscha-mordwinischen Grammatik (1861), vilka är viktiga, särskilt genom den belysning de ger den jämförande finska språkforskningen. Av stor betydelse är hans De vestfinska språkens kulturord (1871), där han genom jämförande språkforskning söker belysa finnarnas äldsta kulturståndpunkt och andra folks inflytande på deras utveckling. 
Även genom flitigt författande av läroböcker och genom publicistisk verksamhet arbetade Ahlqvist för den nationella bildningen, och i enlighet med sin självständiga karaktär motarbetade han med kraft de ensidigheter, som visade sig hos en del finskhetsivrare. Åren 1871–74 utgav han på finska en egen tidskrift, "Kieletär" (Språkets genius), som innehöll lingvistiska uppsatser samt litterär kritik. År 1877 utkom Suomen kielen rakennus (Finska språkets byggnad). 
Åren 1877 och 1880 studerade Ahlqvist nordostjakerna och vogulerna i Sibirien, varav resultaten föreligger i flera arbeten, bland annat Über die Sprache der Nordostjaken (1880), Unter Wogulen und Ostjaken (1885) och Wogulisches Wörterverzeichnis (1891). I arbetet Kalevalan karjalaisuus (Kalevalas karelska ursprung, 1887) riktar sig han mot Julius Krohns undersökningar om Kalevalas hemort, försvarande dess härstamning från Karelen. 
Ahlqvist verkade även såsom skald, även om hans produktivitet inte var stor. Hans diktsamling Säkeniä ("Gnistor"; två häften 1860 och 1868; ny upplaga 1874) är det klaraste intyget om vad han förmått verka för det finska språkets utveckling, liksom den i metriskt avseende är frukten av långvariga studier, vilkas teoretiska resultat han framlagt i sin finska metrik (Runousoppi, utgiven 1863 som specimen för professur). Som skald framträdde han under namnet "Oksanen" (en avledning från det finska ordet oksa, kvist). Han var universitetets rektor 1884–87, erhöll statsråds titel 1887 och tog avsked som professor emeritus 1888.

## Publikationer
- Satu, 1847
- Finland och finnarne före landets underkufvande af svenskarne, 1849
- Bidrag till finska. Finska språkforskningens historia, 1854
- Viron nykyisemmästä kirjallisuudesta, 1855
- Votisk grammatik jemte språkprof och ordförteckning, 1855
- Anteckningar i Nordtschudiskan, 1859
- Muistelmia matkoilta Venäjällä vuosina 1845–58, 1859
- Läran on verben i mordwinska, 1859
- Laulu kellosta (Friedrich Schiller), 1859 (översatt)
- Väkinäinen naiminen (Molière) (översatt)
- Kavaluus ja rakkaus (Schiller), 1863 (översatt)
- Säkeniä I-II, 1860, 1868
- Versuch einer mokscha-mordwinischen Gramatik nebst Texten und Wörterverzeichniss, 1861
- Suomalainen runousoppi kielelliseltä kannalta, 1863
- Auszüge aus einer neuen Grammatik der finnischen Sprache, 1868
- Suomalainen murteiskirja, 1869
- Det vestfinska språkets kulturord, 1871
- Uusi suomalainen lukemisto suomalais-ruotsalaisen sanakirjan kanssa, 1873
- Suomen kielen rakennus, 1877
- Täydellinen Kalevalan sanasto, 1878
- Unter Wogulen und Ostjaken, 1883
- Elias Lönnrot, 1884
- Tutkimuksia Kalevalan tekstissä ja tämän tarkastusta, 1886
- Kalevalan karjalaisuus, 1887
- Suomalaisia puhekokeita, 1889
- Wogulischer Wörterverzeichniss, 1891
- Wogulische Sprachtexte nebst Entwurf einer wogulischen Grammatik aus dem Nacthklasse des Verfassers. Hrsg. Von Yrjö Wichmann, 1894
- Oksasen runoja, 1898
- Kirjeet, 1982